# Commission de détermination des peines des États-Unis
La United States Sentencing Commission est une agence indépendante du pouvoir judiciaire du gouvernement fédéral des États-Unis. Elle est chargée de formuler les directives de détermination de la peine pour les tribunaux fédéraux des États-Unis. La Commission promulgue les lignes directrices fédérales pour la détermination des peines (en), qui ont remplacé l'ancien système de condamnation pour une durée indéterminée qui permettait aux juges de première instance de prononcer des peines allant de la probation à la peine légale maximale pour l'infraction. Son siège est situé à Washington
La commission a été créée par les dispositions de la Sentencing Reform Act de la Comprehensive Crime Control Act of 1984 (en). La constitutionnalité de la commission a été contestée en tant qu'empiètement du Congrès des États-Unis sur le pouvoir de l'exécutif, mais confirmée par la Cour suprême des États-Unis dans la décision Mistretta v. United States (en), volume 488 (en) United States Reports (en) 361 (1989),
La U.S. Sentencing Commission a été créée par le Congrès en tant qu'agence permanente et indépendante au sein du pouvoir judiciaire. Les sept membres de la Commission sont nommés par le président et confirmés par le Sénat pour un mandat de six ans. Les membres de la Commission peuvent être renouvelés pour un mandat supplémentaire, également avec l’avis et le consentement du Sénat. Trois de ses membres doivent être des juges fédéraux (en), et pas plus de quatre ne peuvent appartenir au même parti politique. Le procureur général des États-Unis ou son représentant et le président de la Commission des libérations conditionnelles des États-Unis (en) en sont membres d'office, sans droit de vote.

## Membres
| Membre                                                                                             | Titre                                                                                          | Date de début de mandat | Date de fin     |
| -------------------------------------------------------------------------------------------------- | ---------------------------------------------------------------------------------------------- | ----------------------- | --------------- |
| William H. Pryor (Acting Chair)                                                                    | Juge fédéral des États-Unis, Cour d'appel des États-Unis pour le onzième circuit               | 21 mars 2017            | 31 octobre 2021 |
| Rachel E. Barkow (en) (Commissioner)                                                               | New York University School of Law                                                              | 21 mars 2017            | 31 octobre 2021 |
| Charles R. Breyer (en) (Commissioner)                                                              | Senior Judge (en), United States District Court for the Northern District of California (en)   | 21 mars 2017            | 31 octobre 2021 |
| Danny C. Reeves (en) (Commissioner)                                                                | Judge, United States District Court for the Eastern District of Kentucky (en)                  | 21 mars 2017            | 31 octobre 2021 |
| Patricia K. Cushwa (Ex officio) (sans droit de vote)                                               | Acting Chair, United States Parole Commission (en)                                             | ——                      | ——              |
| David Rybicki (ex officio) (sans droit de vote) (représentant le procureur général des États-Unis) | Deputy Assistant Attorney General, Criminal Division, département de la Justice des États-Unis | ——                      | ——              |